# Kong (tecknad serie)
Kong the Untamed, tecknad serie om en stenålderpojke utgiven av DC Comics, skapad av Jack Oleck och Alfredo Alcala 1975. I Sverige publicerades "Kong" i två omgångar, en gång på 1970-talet i Serietidningen och en gång i Gigant 1983.

## Historik
"Kong the Untamed" föddes 1975 på redaktören Joe Orlandos initiativ som svar på en tillfällig TV-trend med grottmän och urtidsmonster. Istället för att återuppväcka stenåldersserien "Anthro" beslöt man sig för att låta Jack Oleck och Alfredo Alcala skapa en helt ny serie om en cromagnon-hövding, men allt eftersom man utvecklade bakgrundshistorien fann man att en historia om en pojkes uppväxt på stenåldern troligen skulle vara intressantare (och säkert mer passande för den tilltänkta målgruppen).
Serien blev emellertid kortlivad och utkom endast med fem nummer. Redan från nr 3 byttes Oleck och Alcala ut mot diverse yrkesmän i mittfåran – som Gerry Conway, Tony Caravana, Jo Ingente, David Wenzel och Bill Draut – vilket onekligen ger serien ett något splittrat intryck.

## Handling
På den tiden på neanderthalarna och "de nya människorna" fortfarande levde sida vid sida föddes cromagnon-pojken Kong som son till hövding Trog och Attu. Till skillnad från de andra i stammen hade pojken blont hår, och när schamanen förutsade att pojken var en legendarisk krigare reinkarnerad lät Trog fördriva sin kvinna och sonen för att skydda sin egen ledarställning. Kong växte upp som utstött, och när han befann sig i de yngre tonåren fann han sin mor mördad av Trog. Pojken svor att hämnas på Trog och begav sig ut i en äventyrlig värld där han snart fick en vän i form av neanderthalaren Gurat och stötte på hot som dinosaurier, flygödlor och matriarkala fientliga stammar.
Kongs slutliga öde är ännu okänt.
 Artikeln var, i den version den hade den 24 oktober 2006, helt eller delvis hämtad från Seriewikin (hos Seriefrämjandet): Kong